# Thakin Than Tun
Thakin Than Tun est un nom birman ; les principes des noms et prénoms ne s'appliquent pas ; U et Daw sont des titres de respect.
Thakin Than Tun (birman သခင် သန်းထွန်း ; 1911-1968) est un homme politique birman, président du Parti communiste de Birmanie de 1945 à sa mort.

## Premières années
Than Tun est né à Kanyutkwin, dans le nord de la Région d'Ayeyarwady. Il fit des études à Rangoon, où il découvrit le marxisme, et devint instituteur. En 1936, il rejoignit l'organisation nationaliste Dobama Asiayone (litt. « Association de Nous les Birmans ») et adopta le nom de Thakin (« maître ») que portaient ses membres pour indiquer qu'ils étaient les vrais maîtres de leur pays. Il contribua à forger une alliance avec le parti Sinyètha (litt. « Pauvre homme ») du Docteur Ba Maw pour former le Bloc de la liberté. En 1937, il cofonda avec Thakin Nu le Nagani Book Club (Club du livre du dragon rouge), qui fit pour la première fois circuler largement des traductions birmanes des classiques marxistes. Il fut emprisonné par les britanniques en 1940, en même temps que Thakin Nu (U Nu), Thakin Soe, Ba Maw et Kyaw Nyein.
À la prison d'Insein, il rédigea en juin 1941 avec Thakin Soe le Manifeste d'Insein, qui désigne le fascisme mondial comme l'ennemi principal de la guerre à venir et appelle à la collaboration temporaire avec les britanniques et à l'établissement d'une large alliance incluant l'Union soviétique. Le combat pour la libération nationale serait repris après la défaite du fascisme. Ce point de vue allait à l'encontre des idées dominantes au sein du Dobama Asiayone, notamment celle d'Aung San, qui avait quitté le pays avec une trentaine de jeunes gens (les Trente Camarades) pour recevoir un entraînement dispensé par l'armée japonaise,.
Lorsque le gouvernement pro-japonais de Ba Maw fut installé en 1942, Than Tun devint ministre de la terre et de l'agriculture. Il rencontra et épousa Khin Gyi, dont la sœur Khin Kyi épousait Aung San, ministre de la Guerre, à peu près à la même époque (Than tun est donc l'oncle par alliance d'Aung San Suu Kyi). Grâce à sa position, Than Tun pouvait passer des renseignements sur les japonais à Thakin Soe, qui était passé dans la clandestinité pour organiser la résistance contre eux dans la région du delta. Deux autres membres du Thakin, Thein Pe et Tin Shwe, furent envoyés en Inde pour prendre contact avec le gouvernement colonial en exil à Shimla,.
À la fin de la Seconde Guerre mondiale, après le retour des britanniques, Than Tun devint le premier secrétaire général de la Ligue anti-fasciste pour la liberté du peuple (AFPFL) formée par le Parti communiste de Birmanie (CPB), le Parti révolutionnaire du peuple (PRP, futur Parti socialiste) et l'Armée nationale birmane dirigée par son beau-frère Aung San.

## La Guerre civile
Than Tun était membre du Parti communiste de Birmanie (CPB), fondé par Aung San et cinq autres personnes le 15 août 1939 ; Aung San était son secrétaire général et Thakin Soe était chargé de l'organisation de masse. Au début 1946, le Parti communiste du drapeau rouge (Alan Ni Party) de Thakin Soe se sépara du CPB en l'accusant de révisionnisme et entra dans la clandestinité. Than Tun et la majorité des communistes continuèrent à coopérer avec l'AFPFL. Cependant, les divergences stratégiques sur la façon d'atteindre l'indépendance, soit en négociant avec le pouvoir colonial, soit par la grève générale et la lutte armée, atteignirent leur paroxysme lorsque Aung San et plusieurs autres acceptèrent des sièges au Conseil exécutif. En juillet 1946, Than Tun fut obligé de démissionner de son poste de secrétaire général de l'AFPFL et le CPB, maintenant surnommé « faction du Drapeau blanc », éjecté de l'AFPFL en octobre, après avoir accusé Aung San et les autres d'être vendus aux britanniques et d'accepter une indépendance « bidon ».
Aung San fut assassiné avec la plupart de ses ministres le 19 juillet 1947, et U Nu devint Premier ministre à l'indépendance, le 4 janvier 1948. Le Parti Communiste fut accusé d'incitation à la révolte pour avoir organisé une série de grèves et de manifestations de masse et l'ordre fut donné d'arrêter ses leaders le 28 mars 1948.
Than Tun s'échappa et fit entrer le parti dans la clandestinité pour préparer la révolution ; il organisa une guérilla en Birmanie centrale, autour de sa base de Pyinmana. Devenu président du CPB, il envoya des membres être formés par le Parti Communiste chinois. Certains d'entre eux revinrent en 1963 pour participer à la Conférence de paix organisée à Rangoon par le Conseil révolutionnaire dirigé par le général Ne Win. Than Tun lui-même resta dans la jungle et retrouva les « exilés de Pékin » après la rupture des négociations.

## Fin de Than Tun
En 1967, Than Tun organisa sa propre version de la Révolution culturelle en purgeant le parti des « révisionnistes », et, comme en Chine, les choses échappèrent un moment à son contrôle : lorsqu'il put reprendre la main, l'image du CPB avait été gravement ternie, notamment par l'exécution de jeunes leaders étudiants qui avaient rejoint le parti après la conférence de paix de 1963. Cela rappelait fâcheusement le massacre du 7 juillet 1962, où 130 étudiants de l'Université de Rangoon qui protestaient pacifiquement contre le coup d'État de Ne Win du 2 mars 1962 avaient été tués par l'armée. L'année suivante, le 24 septembre 1968, alors qu'il fuyait les troupes gouvernementales, Than Tun fut assassiné par un de ses subordonnés qui se rendit ensuite. L'assassin avait rejoint les communistes deux ans auparavant en se faisant passer pour un déserteur.
Than Tun était le seul politicien birman de statut comparable à Aung San pour ses contemporains, et même les britanniques avaient remarqué qu'il était la tête pensante de celui-ci. Ses discours en birman et en anglais étaient remarquables et il était un excellent organisateur, qui avait joué un rôle majeur dans le combat pour l'indépendance. Certains le considèrent comme une idole déchue de l'histoire de la Birmanie.